# Faxe (Danemark)
Pour les articles homonymes, voir Faxe.
Faxe (aussi écrit Fakse) est une commune de la région Sjælland issue de la réforme communale de  2007. 
Holbæk est le résultat du rassemblement des trois communes de :
- Haslev (en) ;
- Fakse ;
- Rønnede.

Habitants de la municipalité (2007) : 35 117 habitants.
Superficie : 404,54 km2.

## La ville de Faxe
Faxe est une ville de 3 826 habitants (2004) située à l'est du Sjælland.
La ville abrite une usine du confiseur allemand Haribo.

## Personnalités liées à Faxe
- Rollon, chef viking, premier conquérant et comte de Rouen (en l'an 911), était possiblement originaire de Faxe, selon Benoît de Sainte-Maure, si le toponyme Fasge, qu'il cite, représente bien cette île[1]. Une pierre commémorative y célèbre d'ailleurs sa naissance[1]. D'autres théories, notamment énoncées d'après les sagas, le font venir de l'île de Giske au large d'Ålesund en Norvège[1].

## Galerie

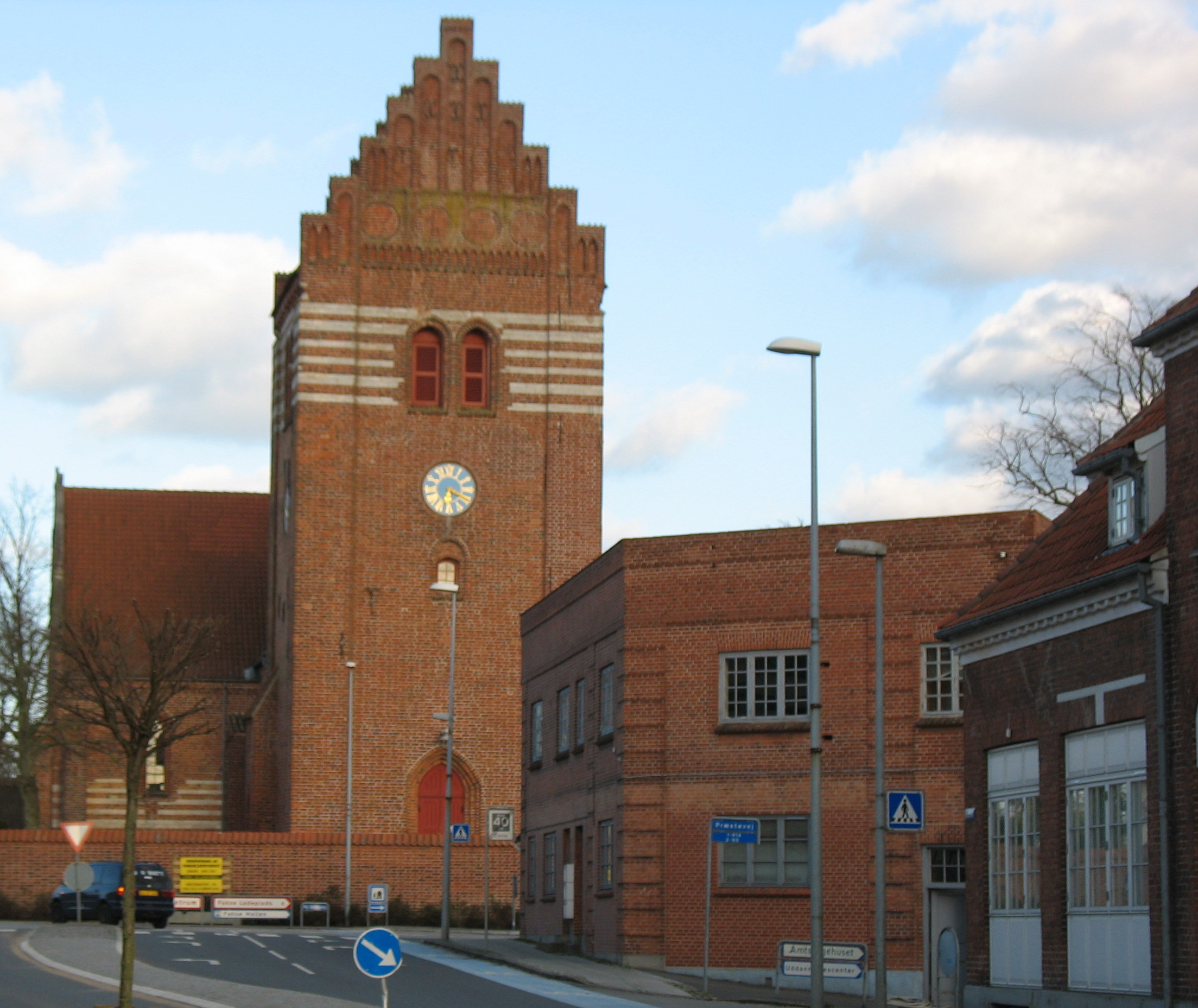
L'église de Faxe.
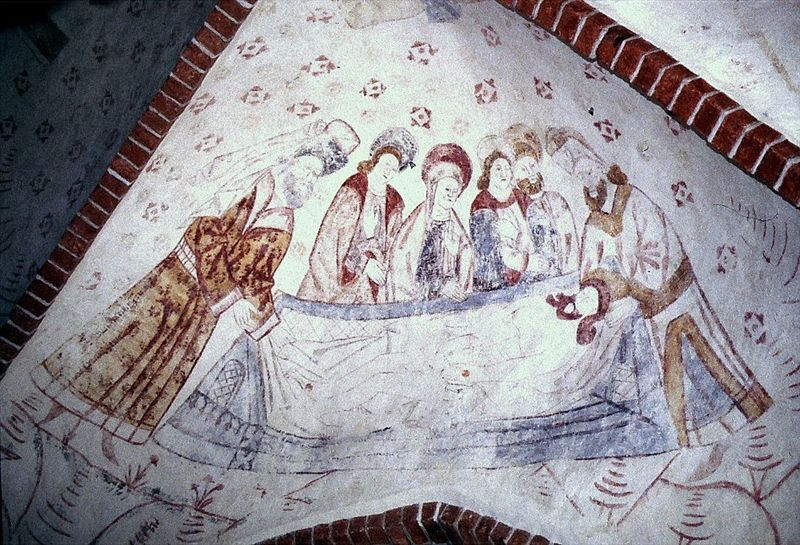
Fresques de l'église
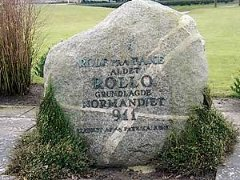
Pierre commémorative de Rollon
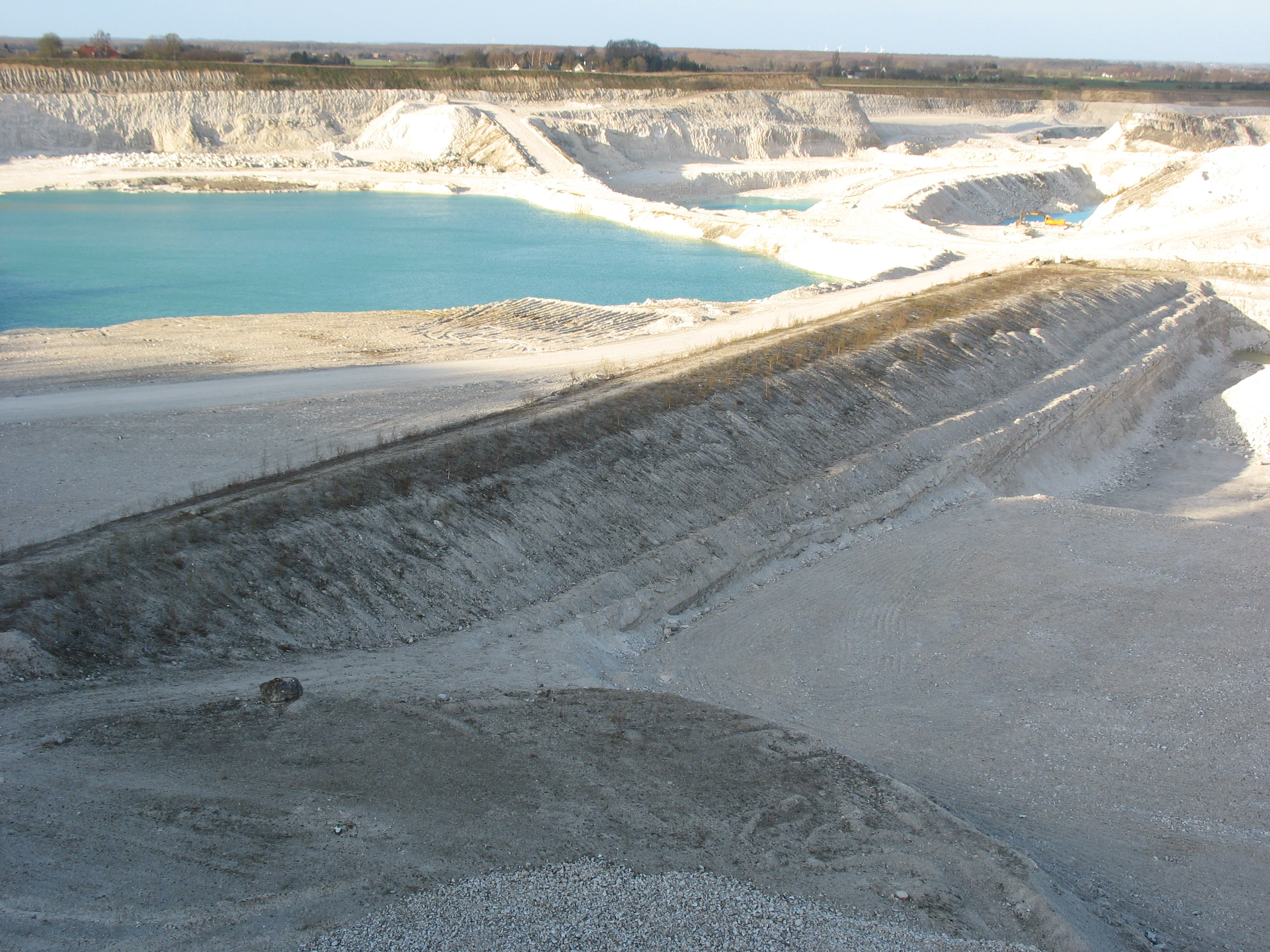
Les carrières de calcaire.